# 個別言語学
個別言語学（こべつげんごがく）とは、個別言語について研究する学問、すなわち日本語学、英語学、フランス語学などの総称的ないし通称的名称である。個別言語学という名を持つ、独立した学問のシステムが存在する訳ではない。

## 概説
人間の言語の現象一般を、普遍的な立場より研究するものが言語学であるに対し、個別言語学は、個々の個別言語を研究対象とする学 (Wissenschaft) である。それらは、個々の言語を対象とするので、例えば、日本語学、フランス語学、中国語学、アラビア語学、等、存在する個別言語の数だけ、学が成立することとなる。
ただし、存在するのは、それぞれの個別言語に対応する個別言語学であって、一般個別言語学というようなものは存在しない。
「惑星の研究」という概念は、具体的な惑星についての研究を意味している。そこでは地球学、火星学、木星学、天王星学のような、特定個別の惑星を研究対象とする学問が成立する。これは、各種の惑星一般についての研究である「惑星学」とはまた異なる学問である。それと同様な関係で、言語一般の学問である言語学と、「個別の言語の研究」である個別言語学が成立する。

## 研究内容
個別言語学は、その研究対象である個別言語について、言語学において扱われる様々な事象局面を研究内容とする。従って、言語学一般において、音声学、音韻論、形態論、統辞論（シンタックス）、文法学、意味論、記号学があるのに準じて、個別言語に特有なこれらの研究事象が存在する。
日本語には、固有な音声学があり、音韻論があり、また形態論が存在する。更に、日本語の文法や統辞論も、また日本語固有に研究することが可能である。

### 具体例

#### 音韻論
言語学一般における研究事象と異なって来るのは、例えば、日本語の音韻論は、日本語に固有な音韻だけを扱うのであり、その場合、日本語の音素は、k, s, t, n, h, m, y, r, w の子音と、a, i, u, e, o の母音で構成されるのではなく、五十音表で知られる、有限の数の「子音 + 母音」の結合形の「音」が音素となる。少なくとも 4 種類の音がある「ん」は、音素としては一つである。
日本語について、子音と母音を分離して、それぞれ音素とする考えもあるが、個別言語学としての日本語学では、純粋な日本語では、子音は「ん」の音を除き、単独では現れないので、/ka/, /so/ などが音素となる。日本語では、「あいうえお」の五つの母音の第二母音である「い」の母音が含まれる「音素」は、他の母音による音素と、子音で見ると異なる子音を使っているため、「子音＋母音」で表現する場合は、例えば、サ行の場合、sa, shi, su, se, so のように、イ段だけ異なる子音を当てる表記法がある。しかし日本語のなかで見る限りは、サ行に二種類の子音があると考える必要はない。
言語学一般のなかで、日本語の音韻を論じる場合は、「い列」つまり「第二母音」に加わる子音は、他の列の母音に加わる子音とは異質なものであると識別する必要があるが、日本語学という個別言語学上においては、サ行の場合、サとシの子音を区別する必要はないのである。

#### 統辞論
日本語の場合も、主語があり、目的語があり、動詞があることに変わりないが、どの単語が主語で、目的語かを示すのに、日本語は、不変化の名詞の語尾に、「格助詞」を接尾させて表現する。
西欧の古典語であるラテン語や古代ギリシア語の場合は、すべての名詞について、主語を示す「主格」、目的語を示す「対格（目的格）」などの特有の語尾変化（屈折語尾）によって示される「文法格」が存在し、これによって、どの単語が主語で目的語かを示すことができる。
一見すると、日本語の格助詞は、ラテン語などの「屈折語尾」に対応しているように見えるが、ラテン語などの場合、日本語の「名詞そのもの」に当たる不変化形が存在しない。日本語の「はな（花）」は、これで植物のある要素を示しており、この形で、主語でもなければ目的語でもない。ラテン語の場合、flos（フロース）という単語が存在するが、これは「主格」の形であり、「格」を外した、日本語の「はな」のような不変化単独形は存在しない。
日本語には、格変化は存在していないのであり、インド・ヨーロッパ語族の言語の文法、統辞論では欠かすことのできない格変化の概念や規則が、日本語ではまったく不要である。
また、ラテン語の flos は、男性名詞であり、ラテン語のすべての名詞は、男性か女性か中性の三つの「文法性」のどれかであるが、日本語の名詞には、「文法性」の概念は一切存在していない（日本語には、「男言葉」「女言葉」が存在するが、これは日本語学における重要な文体的指標の一つではあっても、印欧語等の文法性とは別のものである）。

### 個別言語のシステム
ラテン語の個別言語的な研究であるラテン語学では、名詞の格変化や性は必須で、これを抜かすと、ラテン語の文法が成立しなくなる。また、音韻論でも、ラテン語の子音は、日本語のように母音が後続する必要は無い。deus (神) は /deus/ であって、日本語のデウス /deusu/ とは異なる。更に、/r/ と /l/ をラテン語では区別し、Rex と Lex は、前者は「王」であって、後者は「法律」である。
個別言語学としての日本語学では、統辞論での格変化や性、あるいは音韻論での単独子音や /r/ と /l/ の区別は不要である。しかし、日本語には動詞に付く接尾辞が多数存在する。機能から言えば、西欧語（インド・ヨーロッパ語族）の個別言語における動詞接続法の用法にも似ているが、遙かに多様であり、このような統辞論要素は西欧語には存在しない。
このように、個別言語ごとで、言語としての個別研究が成立し、またそのような研究が必要になるのである。

## 共時論と通時論
個別言語の研究の学としての個別言語学は、言語学一般がそうであるように、個別言語の共時的様態と通時的様態の構造研究をその主題として持つ。ソスュールの言語学に淵源するこのような言語の構造様態の研究は、個別言語の空間的な広がりにおけるヴァリエーションと、時間的な広がりにおけるヴァリエーションを研究対象とする。
言語は、空間的・時間的に、構造を維持しつつ絶え間なく変容しつつあり、個別言語のヴァリエーションは、語群 (Language group) の言語学研究にも通じて行く。

### 共時的な内容
ある時間点を指定するとき、個別言語は、空間的な広がりでヴァリエーションを持つ構造の集合となる。通常、地理的な広がりにおいて、個別言語は方言のヴァリエーションに分かれる。方言は構造と語彙における個別言語の部分集合とも考えられ、逆に、方言の集合が、個別言語を定義する。他方、方言を含む広義の変種は、定義された個別言語からの、主として語彙における逸脱を意味し、語彙における逸脱に、文法構造における逸脱が加わって、別の個別言語へと派生乃至混成されて行くのだと言える。
理論的には、特定の個別言語と、それとは別の個別言語のあいだで、連続的な語彙や構造の移行が存在すると考えられる。しかし、現実的に存在し得る個別言語の変種は、変種の視点に立てば、これ自身が個別言語であり、言語が共同体集団のコミュニケーションの媒体であるという要請上にある以上、構造と語彙セットの輪郭は明確なものでなければならない。
（ピジンは語彙セットと構造の双方において安定しておらず、ピジン使用個人ごとの揺れが大きい。従って、ピジンは通常、輪郭が明確でない。しかしピジンはまた安定化することがあり、安定ピジンを母語とする世代が生まれると、それはクレオールになることが知られている。クレオールは混成言語［混合言語］のもっとも原始的な形態と考えられ、最小限の個別言語の資格を有する）。
二つの個別言語が、それぞれの構造を維持したまま混成されて共時的に存在する状態は想像できるが、混成が意識されている限りでは、このような混成状態は、個別言語ではない。個人または社会集団におけるバイリンガルまたはマルチリンガル状態は、マルチリンガル状態が意識されている限りでは、単一の混成個別言語が成立しているのではないのである。
共時的に研究されるのは：
- 地理的に分布する方言のあいだの語彙と構造の比較研究
- 変種の分析を通じて考察される、他の個別言語とのあいだの相互作用と混成作用

### 通時的な内容
言語は、構造を維持しつつ、時間的に変容して行くものであり、それは語彙において、文法構造において変容して行く。
ある時点において、方言乃至変種の集合から成る個別言語は、時間的に過去に遡って見ると、別の様態の個別言語に収束して行くか、または過去に他の個別言語との相互作用や混成作用が存在した場合は、相互作用や混成の作用に基づいて発散する。過去のある時点から、この言語を未来に向けて見れば、別の様態の個別言語への発散、あるいは相互作用や混成による収束過程を辿っていることになる。
通時的に変容する言語は、そのときどきの共時的なありよう、地理的方言と変種のヴァリエーションと互いに絡み合っているのが通常である。
また個別言語は、一般には、隔絶して存在しているのではなく、他の社会集団との文化交流や接触を通じて、他の個別言語と何らかの関連を持って通時的に変容して行く。比較言語学的に、他の諸個別言語が同系か、同系でないかは別に、個別言語は、広義の地理的に分布する「諸語」のなかにあって通時的な変化を経過すると言うべきである。
それ故、通時的（歴史的）に研究されるのは：
- ある個別言語の系統的展開、つまり派生のありよう（歴史言語学的研究）
- 個別言語内部での収束、つまり標準化の過程と、その反対の方言乃至変種への発散過程
- 地理的分布諸語のなかでの語彙や構造の借用・移転と混成作用の過程（広義のクレオール化過程）

ある個別言語は、通時的に過去に遡れば、その系統的「原語」に収束するはずであるが、途中で混成が存在した場合は、系統的な主原語と、個別原語の語彙や構造に影響を与えた別の個別原語へと、発散する可能性もある。クレオール的混成過程の場合は、原語には収束せず、むしろ人間の先天的（普遍的）言語創造能力の機制が発出しているとも言える。

## 個別言語同士の比較
言語学では、個別言語同士を比較する研究が存在する。二つの言語が存在し、それらの語彙や文法を比較するとき、共通祖語が想定でき、同一系統の言語であると推定できる場合は、比較言語学の方法が二つの言語の関係を研究するのに有効である。
しかし、比較言語学では「同系」と考えられない二つの言語の場合でも、借用語として、共通の語彙が二つの言語に含まれることがあり、また統辞論で見ると、日本語と朝鮮語のように、基本語彙の点で、まったく共通項がないにもかかわらず、「格助詞」構造が似ているようなケースはある。このような場合、対照言語学の研究対象となる。

## 言語の系統類の個別言語学
言語学は言語を普遍的な位相から研究する学問である。他方、個別言語の比較研究は、19世紀において、「インド・ヨーロッパ語族」の発見と確認を導いた。その後、比較言語学を通じて、世界の多様な言語において類似した「系統関係」が認められ、「言語の系統分類」が樹てられた。
インド・ヨーロッパ語族において、もっとも明確に系統分類が確立されているこの言語系統論は、世界の言語を、大きな系統類としての「語族」に分類し、語族に属する個別言語の下位の類として、「語派」などの分類を立てた。
とはいえ、語族や語派もまた、言語一般と較べるとき、どのような大きな語族であっても、それは個別言語の集合体となり、語族が語族であるのは、まさに、語族に属する個別言語の構造の共通性・固有性にあるとも言える。特定の語族（語派・諸語）のなかで確認された音韻変化の法則（例えば、印欧語の「グリムの法則」、アルタイ諸語やフィン・ウゴル諸語の「母音調和」）は、必ずしも、言語に普遍的な法則ではないのである。
このことから、語族や語派、そして諸語についての「個別言語学」がまた成立すると言える。語族の場合は、「個別語族学」となり、語派の場合は、「個別語派学」ともなる。また実際に、このような個別言語学は、インド・ヨーロッパ語族についてなら、「インド・ヨーロッパ語学」が、個別語族学に相当し、語派としてのロマンス語の研究である「ロマンス語学」が、個別語派学に相当する。ドラヴィダ語族に関する個別言語学的研究が、言語学一般とは別に、ドラヴィダ語学として成立している。

## 個別言語の成立条件
個別言語学の前提には、その研究対象である個別言語の存在と、その範囲の確定がなくてはならない。しかし、個別言語とは何かという定義の根幹にも関わる問題として、個別言語と方言の区別の規準、あるいは、個別言語の変種は、どこまで変種化が進行すれば、別個の個別言語となるのかの規準の問題がある。
個別言語と考えられる言語システムとその方言と見なされる言語のシステム、あるいは、個別言語とその連続的ヴァリエーションとも言える、変種システムのあいだの比較においては、「言語的事実」として、区別が存在する場合と、存在しない場合がありえる。
人間の言語は、人間の社会におけるシステム現象であれば、ある社会集団における個別言語の認知と、別の社会集団における個別言語の認知は、異なっていても、これもまた「言語的事実」である。それ故、当然のことであるが、社会での認知を離れた、「普遍的で、客観的に定義される個別言語」は存在しないが、しかし同時に、同じ言語的事実において、個別言語はまた社会に認知されて存在していると言える。
このような意味で、個別言語は成立しており存在している。また、その研究の学としての個別言語学も、個々の個別言語について成立している。

## 言語学と個別言語学の違い

### 言語学
言語学（英語：Linguistics，ドイツ語：Sprachwissenschaft）では、人間の使用する言語に関して、普遍的に観察される現象や規則を研究する。言語とは、個人と個人、あるいは個人と集団等のあいだのコミュニケーションの手段として使用されるという現象事実がある。このことより、ソスュールが明らかにしたように、表現記号/能記（signifiant）と表現意味/所記（signifié）のあいだの恣意的結合などが、言語学が観察する現象であり、見出した規則である。
言語学が研究するのは人間の言語であるが、個別言語において観察される様々な構造や特徴を越えて、個別言語を横断したところで成立する規則性や構造を問題とする。

### 個別言語学
個別言語学（ドイツ語：Eizelsprachwissenschaft）は、言語学と同様に、人間の言語を研究対象とするが、それぞれの個別言語について、特定の個別言語に特徴的な規則や構造等を研究する。
個別言語学という総合的な学問（Wissenschaft）が存在する訳ではなく、それぞれの個別言語に関する学問の総称的名称として、「個別言語学」という言葉が措定される。

#### 個別言語の研究の学
このような個別言語個々の研究の学問としては、例えば、日本語学やフランス語学、英語学やサンスクリット学などが存在する。
言語学は、歴史的には、個別言語の研究の学問として出発しており、古代のサンスクリット文法の系統的研究や、古代ギリシア語、ラテン語等の文法研究と修辞学などが、言語学の初期のありようであった。

#### 比較言語学と語族
18世紀後葉に、インドの古典語であるサンスクリットの文法と西欧の言語の文法構造が類似している事実から、両者のあいだの相関関係が認識され、共通の「祖語」よりの歴史的分化によって、様々な言語が派生したのではないかとの説が立てられた。
このような考え方は、19世紀になって、様々な西欧語における文法をはじめとして、音韻や語彙の比較研究に展開し、個別言語を横断的に、比較的に研究する比較言語学の誕生を見た。
ヨーロッパにおいて主要な複数言語と、インド亜大陸北部において主要な複数言語は、比較言語学の研究より、共通の祖語から歴史的に分化した言語であると考えられ、このようにして仮定される「共通祖語」から分化した言語全体の類を、語族（Language family）と呼び、ヨーロッパとインド北部の言語群全体は、「インド・ヨーロッパ語族」という大きな言語の分類集団に属すると考えられた。
同様な研究方法、すなわち比較言語学の方法で、世界中に存在する様々な個別言語を比較研究することで、個別言語を、各種の「語族」にまとめて分類する系統研究が成立した。
こうして、インド亜大陸南部に分布する複数の言語は、ドラヴィダ語族という言語の類に分類され、西欧で古くから知られていた、ヘブライ語、アラビア語、アラム語などは、セム語族に分類され、この分類は、近年では、アフロ・アジア語族として纏められている。

#### 比較言語学の限界
しかし、世界中の言語を比較言語学の手法で研究することには、無理があることが判明した。語族の枠を越えて成立する混成言語（クレオール等）の現象は、共通祖語からの派生あるいは分化として個別言語を把握する比較言語学の原則が適用困難であることを示している。
比較言語学による語族系統分類の研究方法がうまく機能しない例は、日本語や朝鮮語に見て取ることができる。このように系統分類が成功しない個別言語を、孤立言語という分類枠に入れるのは、帰属する本来の語族がかつて存在し、しかる後に、姉妹言語の消滅で、「孤立した」との解釈を行っているとも取れるが、元々帰属する語族などは存在しなかったという可能性がある。

### 言語学と個別言語学
このようにして、言語一般の研究の学である言語学が、比較言語の系統分類研究において、それぞれの個別言語の特徴や規則を、言語の一般則の個別例と見なすことで、個別言語学を、部分学（下位学問）として包摂することは困難であることになる。
屈折言語であるラテン語や古代ギリシア語においては、「文法格」の概念は必須である。しかし、日本語においては、確かに「意味的に」類似した機能と見える「格助詞」接尾辞が存在するが、文法格の概念は必須ではなく、むしろ、個別言語学としての日本語学では、文法格の概念は、徒に日本語の研究の妨げにもなっていると言える。
学としての言語学と、同じく学としての個別言語学は、ときに共通する研究対象を持つが、学問としては別のシステムであり、両者は峻別する必要がある。